# Mulher Vampiro
Maria José Cristerna, mais conhecida por Mulher Vampiro nascida en 1976 é uma tatuadora e artista performática mexicana que ficou conhecida pela modificação corporal a que se submeteu.
Ela entrou para o Guinness Book como a mulher com maior número de mudanças corporais das Américas.
Após sofrer durante 10 anos com a violência doméstica em seu primeiro casamento, ela ajuda as pessoas que passam pela mesma situação, redirecionando a atenção atraída por seu visual para a causa. Ela afirma que começou a se tornar obcecada por tatuagens depois de ser vítima da violência doméstica cometidas por seu marido. Segundo ela, a tatuagem é uma forma de libertação para si mesmo a partir da sombra de seu marido.
O programa Ripley's Believe It Or Not (conhecido no Brasil como Acredite Se Quiser) a convidou para ir até Orlando, na Flórida, onde eles mantêm um museu, para que eles tirassem o molde do corpo dela para fazer uma estátua de cera em tamanho natural.